# Перкинс, Шейн
Шейн Пе́ркинс (англ. Shane Perkins; род. 30 декабря 1986, Мельбурн, Австралия) — австралийский и российский трековый велогонщик, двукратный чемпион мира. Гражданин России с 17 августа 2017 года.

## Биография
Перкинс родился в Мельбурне в семье велогонщика Дэрила Перкинса. Он занимался крикетом, баскетболом и футболом, но в 13 лет стал заниматься велоспортом. Он стал 13-кратным чемпионом Австралии в разных возрастных категориях и побил четыре рекорда страны.
В 2004 году Перкинс принял участие в молодёжном чемпионате мира по трековым велогонкам в Лос-Анджелесе. Он победил в спринте и в кейрине, но затем, 29 июля, был уличён в применении метамфетамина. Австралийский арбитражный спортивный суд дисквалифицировал его на шесть месяцев начиная с 16 ноября 2004 года, но не лишил медалей юниорского чемпионата мира, учитывая тот факт, что он принял допинг случайно.
Спустя два года Перкинс участвовал в спринтерских дисциплинах на Играх Содружества 2006 в его родном городе Мельбурн. Он стал восьмым в индивидуальном соревновании и выиграл бронзовую медаль в командном спринте, став самым молодым на тот момент призёром Игр в велогонках от Австралии. Ранее в этом же году он также стал бронзовым призёром, но уже на чемпионате мира в Бордо.
26 мая 2007 года в Аделаиде Перкинс, будучи в нетрезвом состоянии, попытался войти в ночной клуб и устроил скандал с персоналом заведения. Дисциплинарный трибунал федерации велоспорта Австралии дисквалифицировал его на три года и приговорил к штрафу в 1000 австралийских долларов за «дурное поведение в ущерб федерации велоспорта Австралии и подрыв репутации всего велосипедного спорта».
Перкинс не смог выполнить отбор на летние Олимпийские игры 2008, уступив место в сборной Райану Бэйли, однако через два года стал серебряным призёром чемпионата мира в Баллерупе в спринте, проиграв в финале Грегори Божу.
Перкинс женат на велогонщице Кристин Бэйли, у них есть сын Эйдан.
17 августа 2017 года президент России Владимир Путин подписал указ о приёме Шейна Перкинса в гражданство Российской Федерации.